# Apache Ctakes
Apache Ctakes  est un logiciel open source de traitement du langage naturel permettant l'extraction d'informations à partir d'un dossier de santé électronique. Il traite des notes cliniques, identifie les noms des types d'entités cliniques (médicaments), les troubles et maladies, les signes/symptômes, les localisations anatomiques et des procédures. Chaque entité nommée est attribuée à une zone de texte, l'ontologie du code de mappage, le contexte (histoire de famille, le courant, sans rapport avec le patient), etc.
Ctakes a été élaboré en utilisant UIMA (en) et OpenNLP (en) (pour Unstructured Information Management Architecture framework. Ses composants sont adaptés au domaine clinique et créent des annotations linguistiques et sémantiques riches pouvant être utilisées par les systèmes cliniques d'aide à la décision et la recherche clinique.
Il est baptisé cTAKES par ses auteurs, pour clinical Text Analysis and Knowledge Extraction System.
Ces composants incluent, entre autres :
- un détecteur de fin de phrase ;
- une fonction distinguant les mots de la ponctuation ;
- un normalisateur ;
- un détecteur de dépendance contextuelle ;
- la détection d'extrait de commentaires ;

- l'annotation de contexte ;
- un détecteur de négation ;

- l'annotation des recherches en dictionnaires ;
- un module relatif à la dépendance du patient au tabac ;
- l'annotation de dépendance à la drogue.

## L'histoire
Le développement de Ctakes débuté en 2006 par une équipe de médecins, d'informaticiens et des ingénieurs logiciels à la Mayo Clinic, aux États-Unis. L'équipe de développement était dirigée par les docteurs Guergana Savova et Christopher Chute. Ce système a été déployé à Mayo et fait actuellement une partie intégrante de leurs données cliniques et de l'infrastructure de gestion qui traite plus de 80 millions de notes cliniques.
Actuellement, l'équipe de développement est située à la Mayo Clinic et au Boston Children's Hospital, l'hôpital pour enfants de Boston, après le déménagement du Dr Savova vers cette unité en 2010. Des collaborations supplémentaires avec des groupes extérieurs (des universités du Colorado, de Brandeis, de Pittsburgh (Pennsylvanie), de l'université de Californie à San Diego) continuent d'étendre les capacités de Ctakes dans des domaines tels que le raisonnement temporel, la réponse aux questions cliniques et la résolution coréférence pour le domaine clinique.
En 2010, Ctakes a été adopté par le programme i2b2 et constitue un élément central de la SHARPn Area 4
En 2013, Ctakes sort une premiere version en incubateur sous la désignation Ctakes 3.0
En Mars 2013, Ctakes devient un Projet Top Level (TLP).